# Božidar Đelić
Božidar Đelić (1 de abril de 1965 em Belgrado, Jugoslávia) é um político e especialista financeiro sérvio.
De 2001 a 2004 foi Ministro das Finanças e da Economia da Sérvia. Geriu com sucesso a corretagem de títulos de dívida de mutuários estatais e negociações de privatização. Durante o seu mandato, desempenhou as funções de Governador da Sérvia no BERD e de Vice-Governador do Banco Mundial.
Após a mudança de governo em 2004, continuou a trabalhar na equipa do novo Ministro das Finanças, Mlađan Dinkić. Em 2005 tornou-se diretor para a Europa Ocidental do banco francês Crédit Agricole.
No final de 2006 voltou a participar na política e desde 15 de Maio de 2007 é vice-primeiro-ministro da Sérvia e é responsável pela integração da Sérvia na UE.
Mais tarde, foi negociador-chefe para a integração da Sérvia na União Europeia e coordenador do apoio financeiro da UE. Foi também responsável pelo desenvolvimento da estratégia “Sérvia 2020”, em linha com o plano correspondente da UE.
Quando foi tomada a decisão no Conselho Europeu de 9 de Dezembro de 2011 de não reconhecer o estatuto da Sérvia como candidato oficial da UE, Božidar Đelić demitiu-se do cargo de Vice-Primeiro-Ministro da Sérvia para a Integração Europeia. No seu site, afirma que assumiu a responsabilidade por isso e que não cumpriu a promessa feita à Sérvia.
Božidar Đelić é licenciado pela HEC Paris, Sciences Po, EHESS, Harvard Business School e Harvard Kennedy School.